# Élections législatives marocaines de 2007
Les élections législatives de 2007 au Maroc se sont déroulées le 7 septembre 2007.
Ces élections ont été marquées par le taux de participation très fortement bas (37 %), ainsi que par la retombée de la marée verte islamique annoncée. 23 partis ont remporté des sièges mais aucun d’entre eux n’a recueilli plus de 11 % des voix.
Le Parti de l'Istiqlal (conservateur) est chargé former un gouvernement de coalition.

## Déroulement des élections

### Date controversée
La date du 7 septembre a été sujette à controverse compte tenu de sa concordance avec le mois sacré du jeûne du Ramadan. Le ministère de l'Intérieur a dû trancher entre le 6 juillet et 7 septembre.
« Les gens retrouvent la religion pendant ce mois sacré. Il est normal que cette ambiance influence leur choix politique » rappela un haut cadre de l'administration.
Au départ, le ministère de l'Intérieur choisit la date du 6 juillet. Mais, après révision, il fut rappelé que cette date était aussi concordante avec celle des négociations de juin 2007 entre le Maroc et le Polisario quant à la situation du Sahara occidental. Et donc, le ministère trancha et choisit la date du 7 septembre.
Selon le Parti de la justice et du développement (PJD), parti à référentiel islamique, le ministère de l'Intérieur a fait le bon choix. Le PJD se dit heureux d'avoir davantage de temps pour préparer sa campagne. Aussi, le PJD a-t-il rappelé que le mois de juillet était impossible « puisque les étudiants ont leurs examens. Pour mobiliser les jeunes lors de la campagne, cela allait être très difficile. »
Cependant, l'Union socialiste des forces populaires et le Parti du progrès et du socialisme, partis de gauche, redoutent toujours une montée en puissance du PJD.

### Financement
Le gouvernement marocain a alloué 61 millions de dollars afin d'organiser ces élections.

### Déroulement
Le porte-parole américain du département d’État, Sean McCormack, a précisé que le scrutin était conforme « aux standards internationaux » ,
La commissaire des relations extérieures de l’Union européenne devait déclarer que « les avancées réalisées par le Maroc dans la construction d’une société démocratique », plaçaient le Maroc dans une position de « pionnier » dans les relations de l’UE avec les pays de la rive sud de la Méditerranée.
Selon l'association Transparency Maroc, le vote s’est déroulé plutôt correctement mais les élections ont été marquées par une très forte corruption.  Selon le Collectif associatif pour l’observation des élections, l’honnêteté du scrutin a été compromise par l’usage illégal de fonds ou de biens en nature. La passivité totale des agents du ministère de l’Intérieur chargés de l'organisation des élections a laissé cours à la distribution de fonds lors des différentes étapes du processus électoral.

## Répartition des sièges par circonscription

### Listes nationales
| Parti de la Justice et du Développement : (6 sièges) |
| ---------------------------------------------------- |
| 1- Bassima Hakkaoui.                                 |
| 2- Fatma Ben El Hassane.                             |
| 3- Somaia Benkhaldoun.                               |
| 4- Jamila El Mossalli.                               |
| 5- Khuidija Hanine.                                  |
| 6- Nezha El Ouafi.                                   |

| Parti de l'Istiqlal: (6 sièges) |
| ------------------------------- |
| 1- Samira Koraiche.             |
| 2- Malika El Assimi.            |
| 3 - Mahjouba Zoubaïri.          |
| 4- Naima Khaldoun.              |
| 5- Latifa Bennani Smires.       |
| 6 - Fatiha Bakkali              |

| Rassemblement National des Indépendants : (5 sièges) |
| ---------------------------------------------------- |
| 1 - Najima Thay Thay Rhozali.                        |
| 2 - Bouthayna Iraqi Houssaini.                       |
| 3 - Saida Tayebi.                                    |
| 4 - Mbarka Bouaida.                                  |
| 5 - Naima Aboumouslime.                              |

| Mouvement Populaire : (5 sièges) |
| -------------------------------- |
| 1- Halima Asali                  |
| 2 - Zahra Chagaf.                |
| 3 - Fatima Moustaghfir.          |
| 4 - Amina Drissi Smaili.         |
| 5 - Touria Cherki.               |

| Union Socialiste des Forces Populaires : (5 sièges) |
| --------------------------------------------------- |
| 1 - Aicha Guellaa.                                  |
| 2 - Fala Boussoula.                                 |
| 3 - Saadia Saadi.                                   |
| 4 -Saloua Karkri Belkeziz.                          |
| 5 - Nezha Lahrichi.                                 |

| Parti du Progrès et du Socialisme : (3 sièges) |
| ---------------------------------------------- |
| 1- Gajmoula Ebbi.                              |
| 2 -Amal El Amri.                               |
| 3- Aicha El Karche.                            |

## Répartition des sièges
| Parti                          | Parti                                                      | Voix    | %     | Sièges | Évolution |
| ------------------------------ | ---------------------------------------------------------- | ------- | ----- | ------ | --------- |
|                                | Parti de l'Istiqlal (PI)                                   | 494 256 | 10,7  | 52     | 4         |
|                                | Parti de la justice et du développement (PJD)              | 503 396 | 10,9  | 46     | 4         |
|                                | Mouvement populaire (MP)                                   | 426 849 | 9,3   | 41     | 14        |
|                                | Rassemblement national des indépendants (RNI)              | 447 244 | 9,7   | 39     | 4         |
|                                | Union socialiste des forces populaires (USFP)              | 408 945 | 8,9   | 38     | 12        |
|                                | Union constitutionnelle (UC)                               | 335 116 | 7,3   | 27     | 11        |
|                                | Parti du progrès et du socialisme (PPS)                    | 248 103 | 5,4   | 17     | 6         |
|                                | Coalition PND-AHD                                          | 253 816 | 5,5   | 14     | 3         |
|                                | Front des forces démocratiques (FFD)                       | 207 982 | 4,5   | 9      | 3         |
|                                | Mouvement démocratique et social (MDS)                     | 168 960 | 3,7   | 9      | 2         |
|                                | Alliance de la gauche démocratique (PADS/CNI/PSU)          | 148 011 | 3,2   | 6      | 5         |
|                                | Parti travailliste (PT)                                    | 140 224 | 1,69  | 5      | 5         |
|                                | Parti de l'environnement et du développement durable (PED) | 131 524 | 1,69  | 5      | 3         |
|                                | Parti du renouveau et de l'équité (PRE)                    | 83 516  | 1,36  | 4      | 4         |
|                                | Parti socialiste (PS)                                      | 67 786  | 0,68  | 2      | 2         |
|                                | Union marocaine pour la démocratie (UMD)                   | 76 795  | 0,68  | 2      | 2         |
|                                | Parti des forces citoyennes (FC)                           | 31 207  | 0,34  | 1      | 1         |
|                                | Alliance des libertés (ADL)                                | 34 801  | 0,34  | 1      | 3         |
|                                | Initiative citoyenne pour le développement (ICD)           | 50 278  | 0,34  | 1      | 1         |
|                                | Parti de la renaissance et de la vertu (PRV)               | 36 781  | 0,34  | 1      | 1         |
|                                | Autres partis                                              |         | 0,34  | 0      | 14        |
|                                | Indépendants                                               |         | 1,69  | 5      | 5         |
|                                | Total (taux de participation 37 %, bulletins nuls 19 %)    |         | 100 % | 325    | -         |
| Sources : Maghreb Arabe Presse |                                                            |         |       |        |           |